# Кризанлизумаб
Кризанлизумаб — моноклональное антитело для лечения серповидноклеточной анемии. Одобрен для применения: США (ноябрь 2019).

## Механизм действия
Блокирует молекулы P-селектина, находящиеся на внутренней поверхности кровеносных сосудов.

## Показания
Предназначен для уменьшения частоты вазоокклюзионных кризов у пациентов 16 лет и старше.

## Применение
Внутривенная инфузия в течение 30 мин. Первые две инфузии с интервалом в 2 недели, третья инфузия — через 4 недели. Побочные эффекты — тошнота, боль в суставах, боль в спине, лихорадка.

## История
Препарат разработан корпорацией Novartis. Результаты второй фазы клинического исследования опубликованы в 2016 году. В ноябре 2019 года управление по санитарному надзору за качеством пищевых продуктов и медикаментов США одобрило кризанлизумаб по результатам клинического исследования, включавшего 132 пациента с серповидноклеточной анемией, имевших в анамнезе вазоокклюзивные кризы. Исследование проводилось на территории США, Бразилии и Ямайки.
Кризанлизумаб был одобрен в приоритетном порядке, также он был обозначен прорывным и орфанным препаратом.